# Katedralen i Ely
Katedralen i Ely (Ely Cathedral), formellt Heliga och odelbara treenighetens katedralkyrka (Cathedral Church of the Holy and Undivided Trinity), är domkyrka i det anglikanska Ely stift i Cambridgeshire i södra England. Katedralens ursprung som biskopssäte går tillbaka till den klosterkyrka som Sankt Etheldreda byggde 672 e.Kr. Den nutida katedralen invigdes 1083 och blev biskopssäte 1109. Kyrkan är biskopssäte för biskopen av Ely och suffraganbiskopen av Huntingdon.

## Historik
Katedralen är byggd på den plats där Sankt Etheldreda lät bygga ett dubbelkloster 673. Så småningom ombildades klostret under Benediktinerorden klosterregel. Den nuvarande katedralen började byggas på 1080-talet, på samma plats som den dåvarande klosterkyrkan. I början 1100-talet skrev Anselmus, ärkebiskop av Canterbury, till påven att Lincolns stift blivit alltför stort, och att den biskopen, ärkebiskopen och kungen var överens om ett nytt stift borde upprättas, med säte i Ely. År 1109 beslutade påve Paschalis II att inrätta en biskopsstol i Ely, och utsåg abboten i benediktinerklostret, Harvey, till den förste biskopen.
Den nya katedralens kor stod klart 1252, då kung Henrik III av England deltog i invigningen. För att ge plats åt den nya katedralen revs den befintliga kyrkan i takt med att byggandet fortskred. Under 1340-talet färdigställs först det oktagonala centraltornet, och därefter Vårfrukapellet. Den normandiska katedralen hade helgats åt Sankta Etheldreda, Sankt Petrus och Sankta Maria.
Under den engelska reformationen genomförs klosterupplösningen, och 1539 stängs klostret i Ely för gott. Katedralen räddas dock kvar, och 1541 beslutar Henrik VIII att bilda ett nytt domkapitel i katedralen, bestående av sekulärkaniker bildas. Samtidigt får katedralen en ny dedikation, och helgas nu åt den heliga och odelbara treenigheten. Under reformationen genomförs också en ikonoklasm, och på 1540-talet förstörs Sankt Etheldredas helgonskrin och många statyer och målade glasfönster i katedralen.

## Bildgalleri

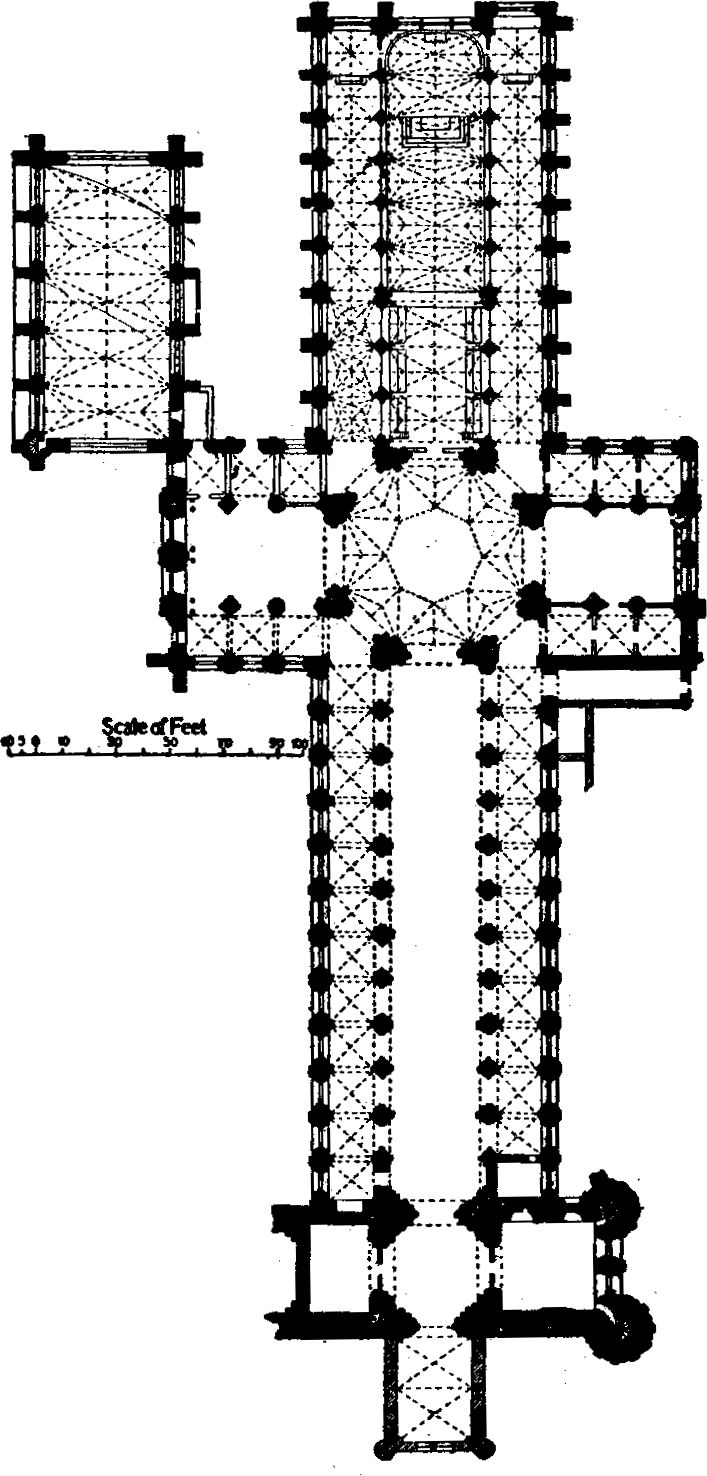
Schematisk skiss över katedralens utformning.
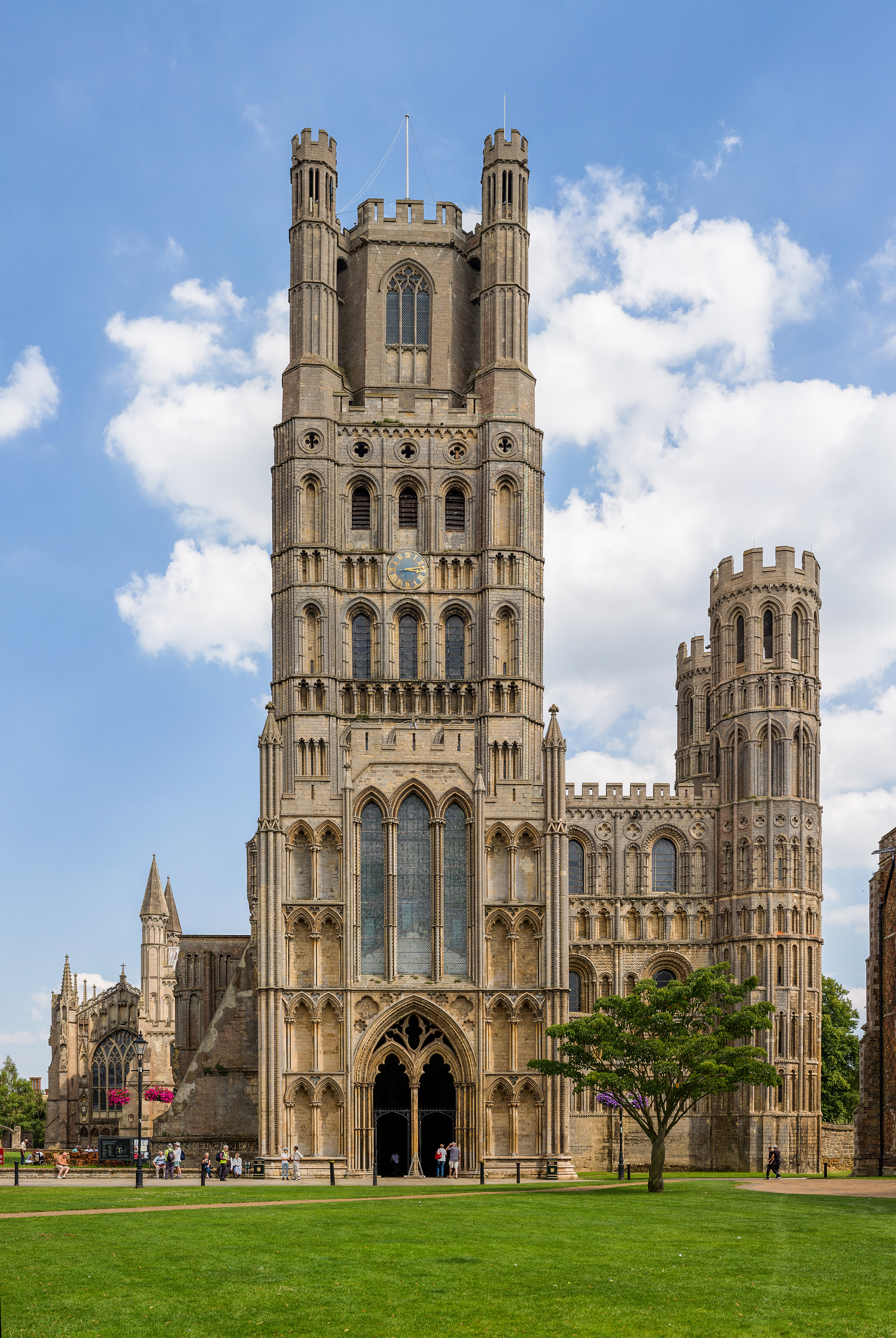
Västfasaden med antekyrkan.
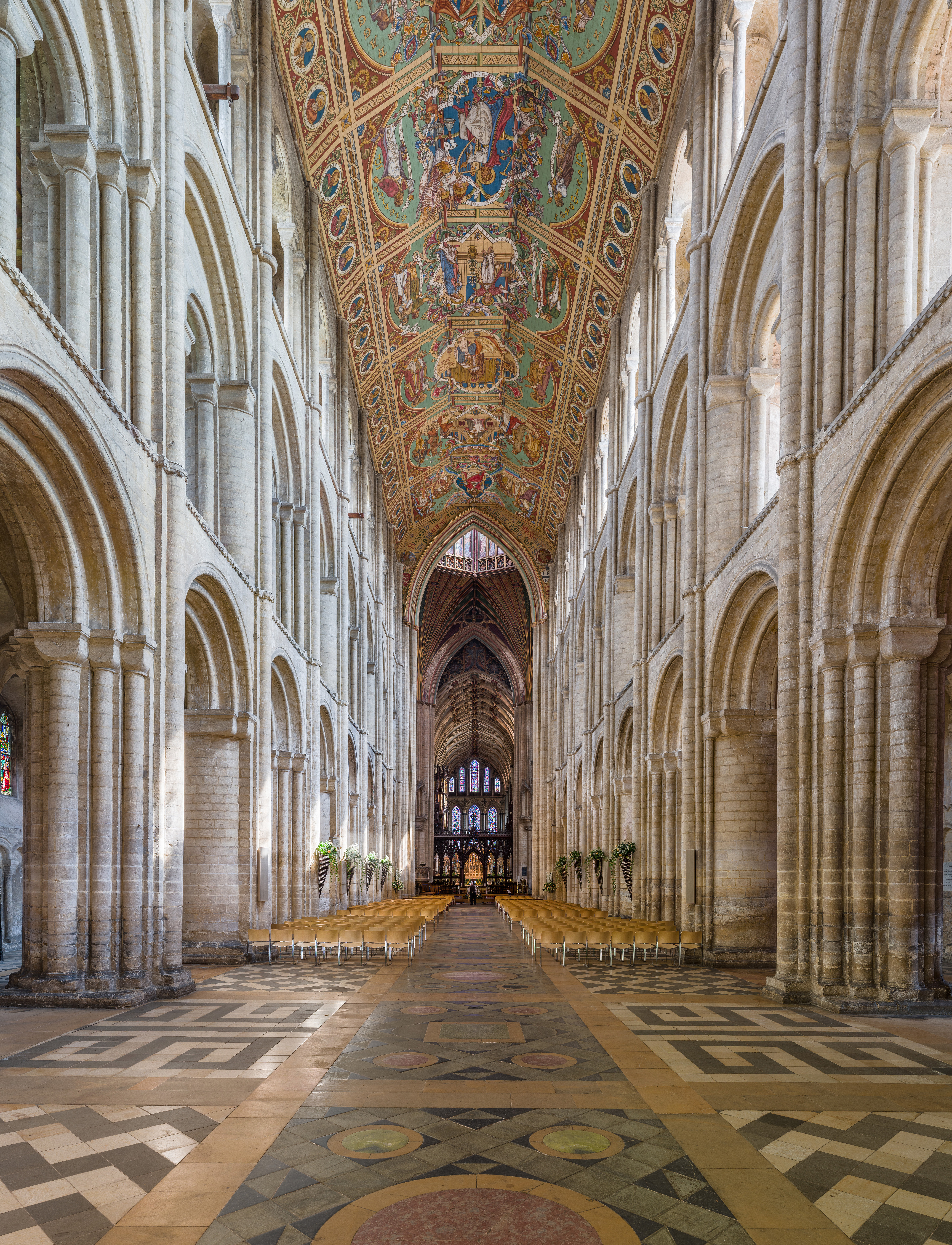
Mittskeppet
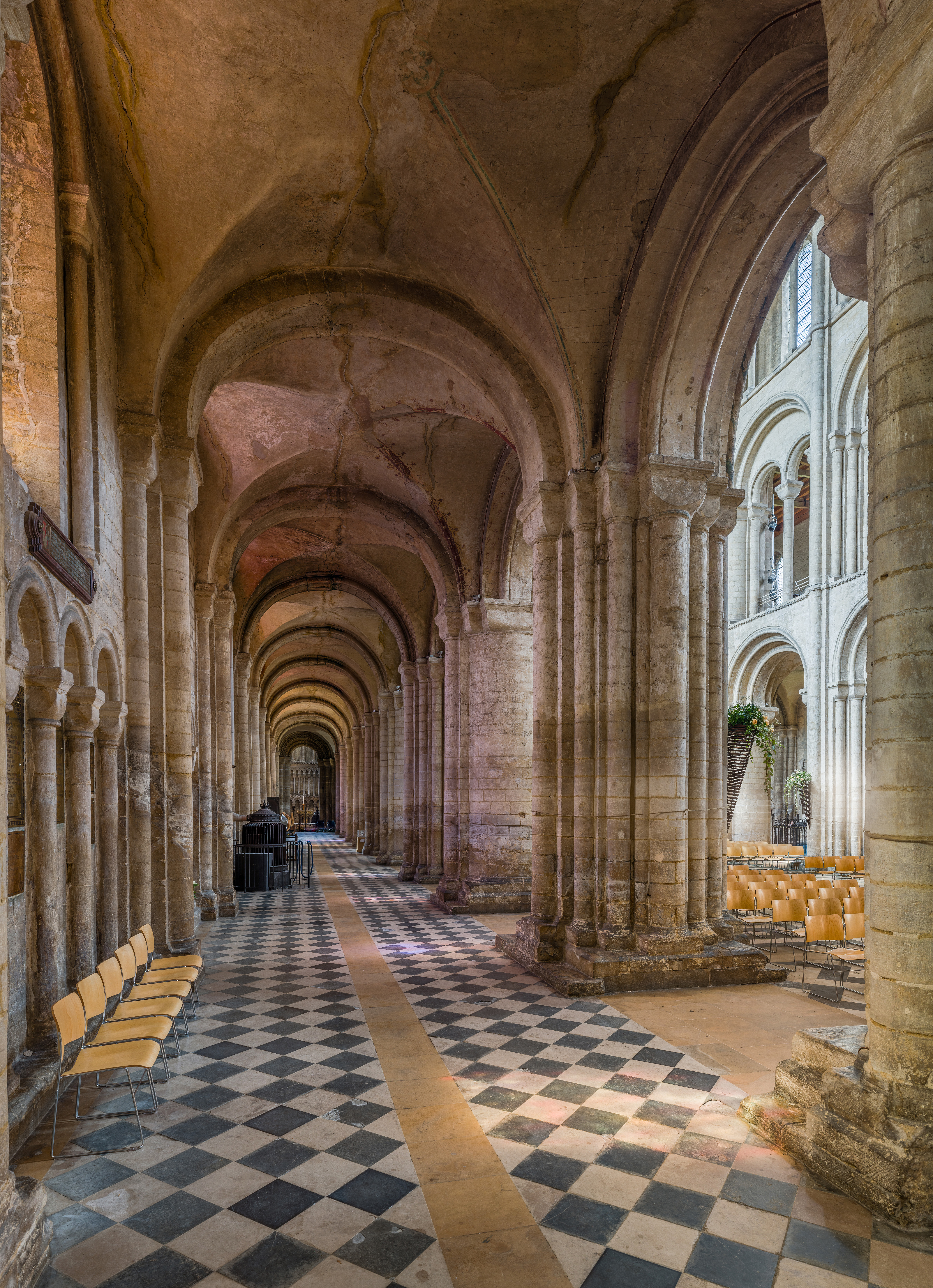
Södra sidoskeppet.
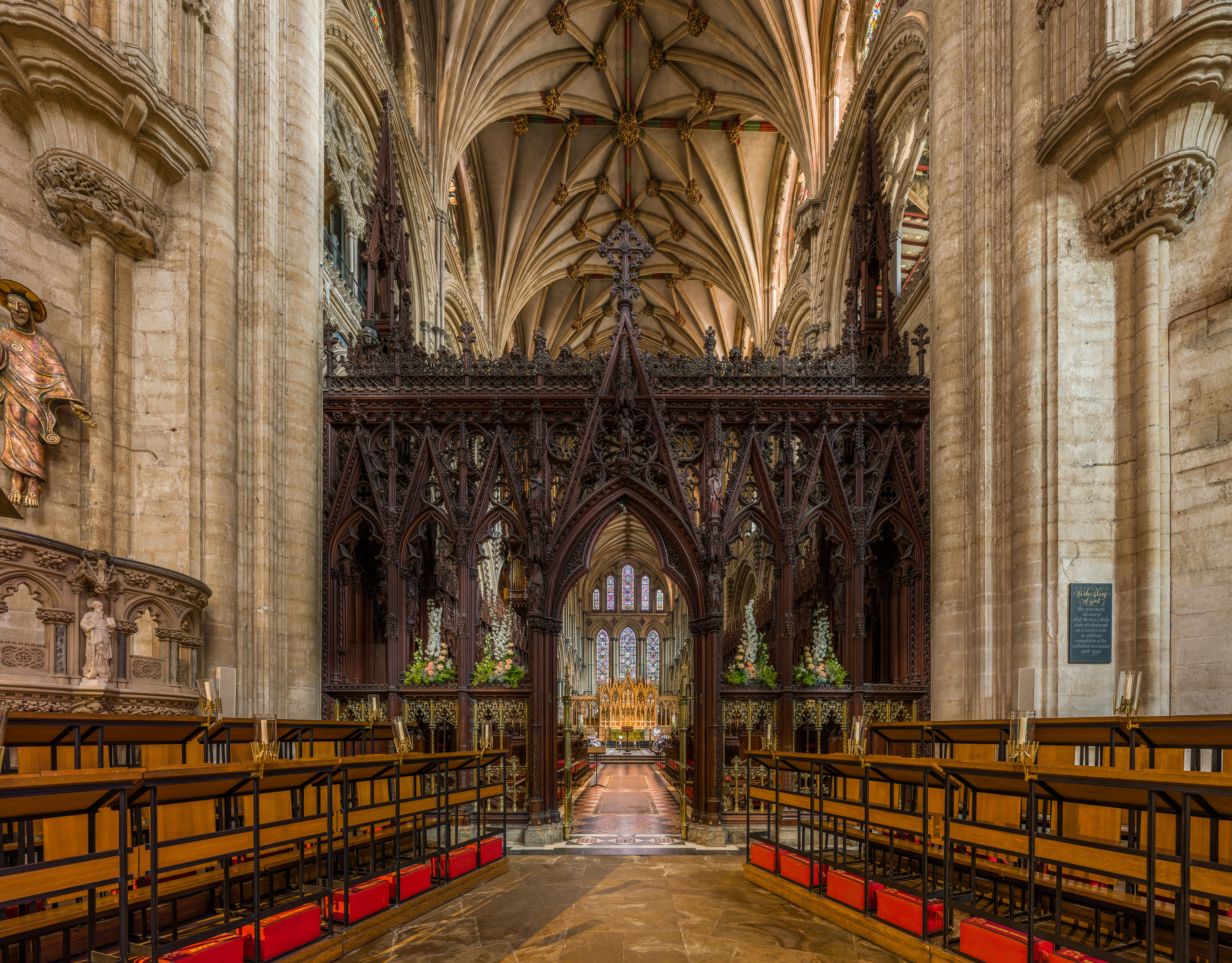
Lektoriet.
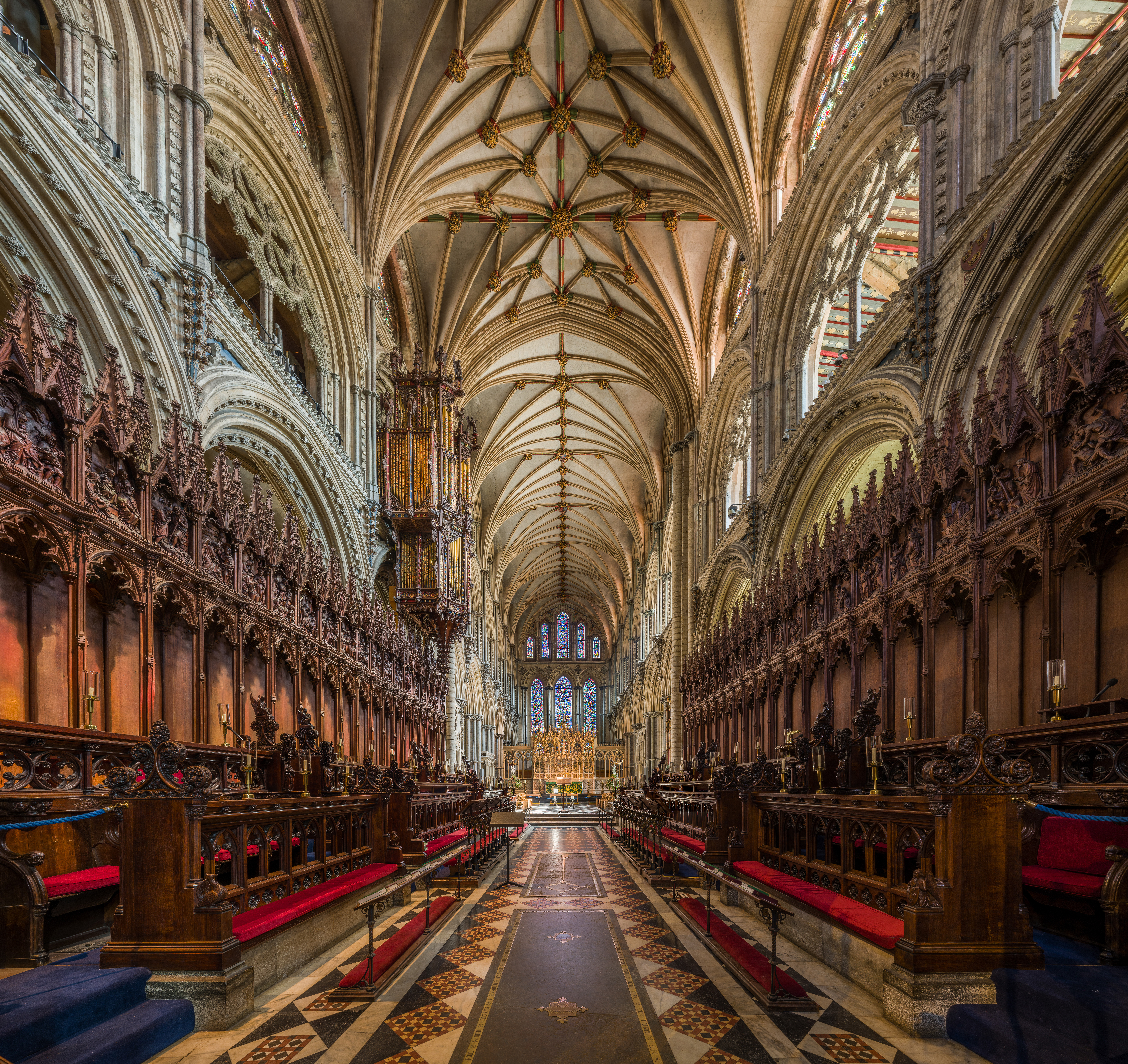
Koret.
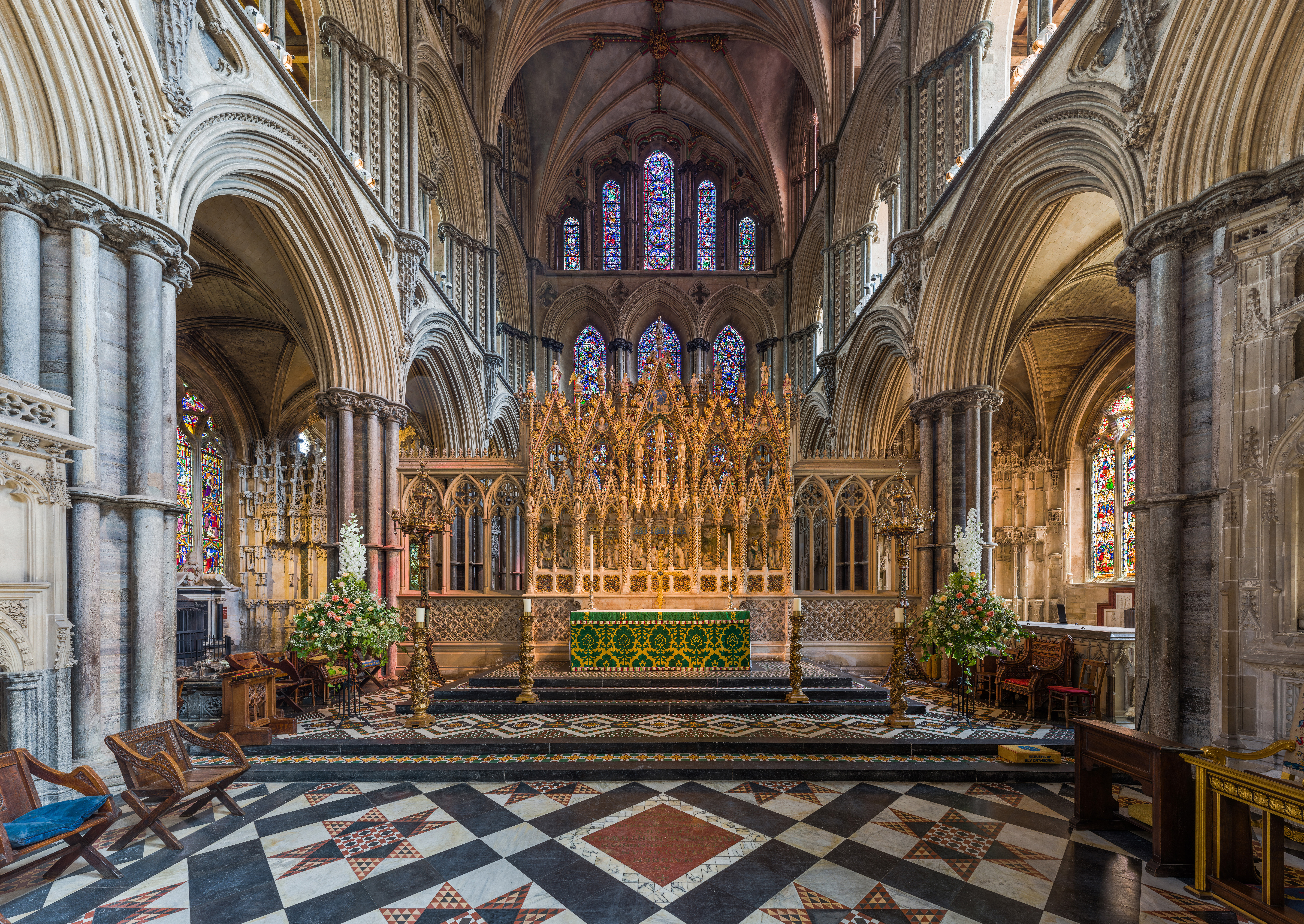
Högaltaret.
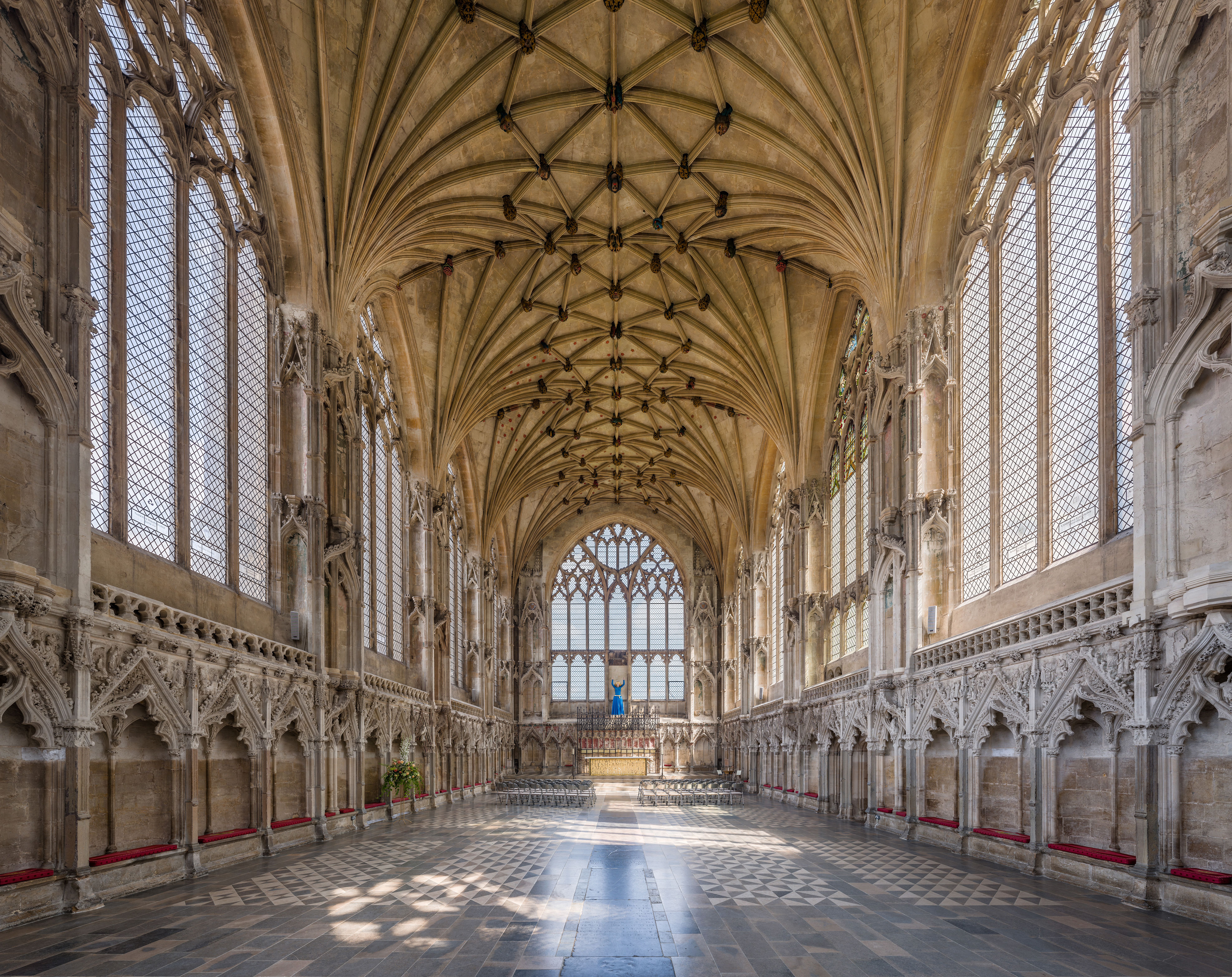
Vårfrukapellet
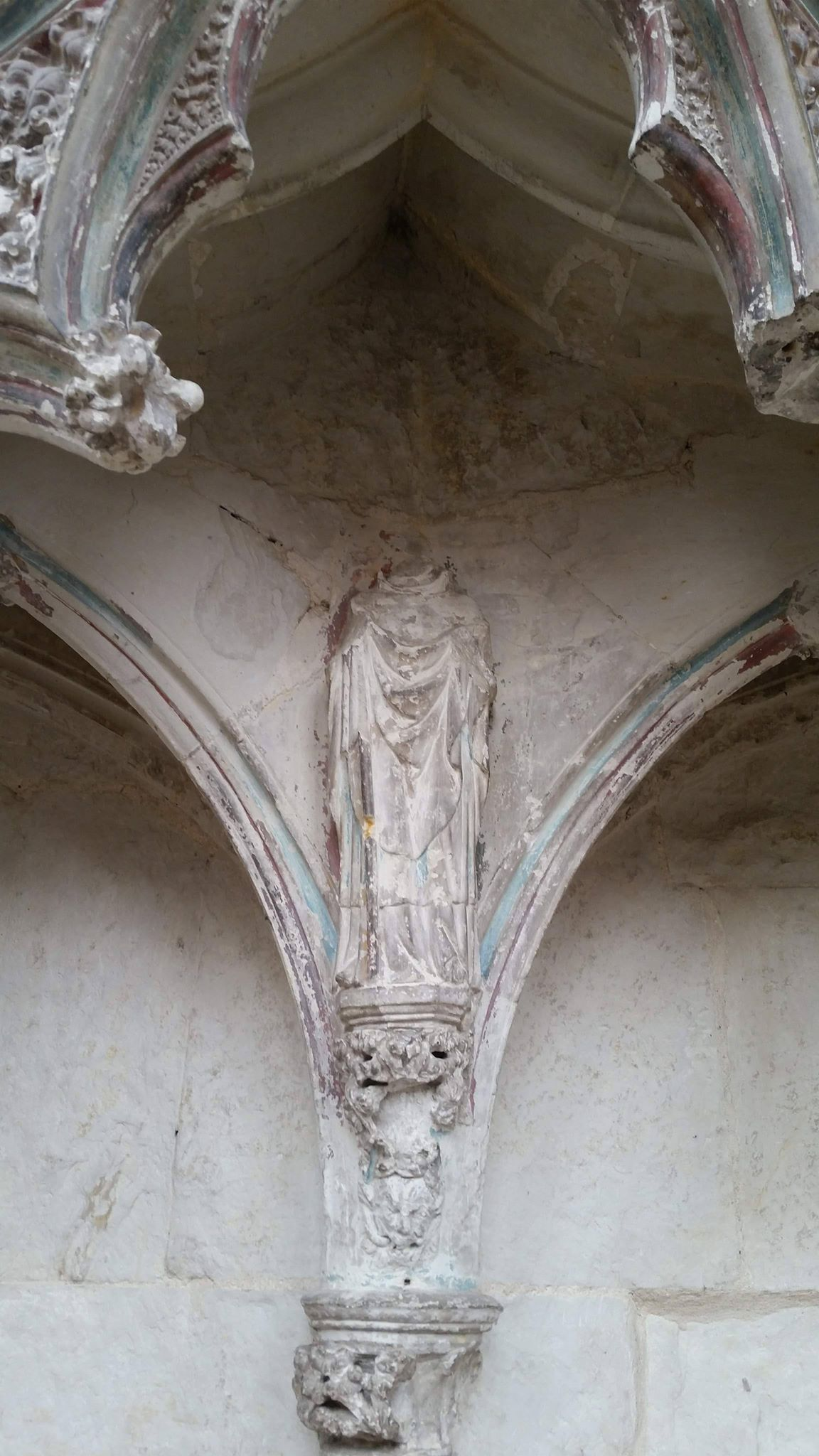
Huvudlös staty i Vårfrukapellet, förstörd under reformationens ikonoklasm.
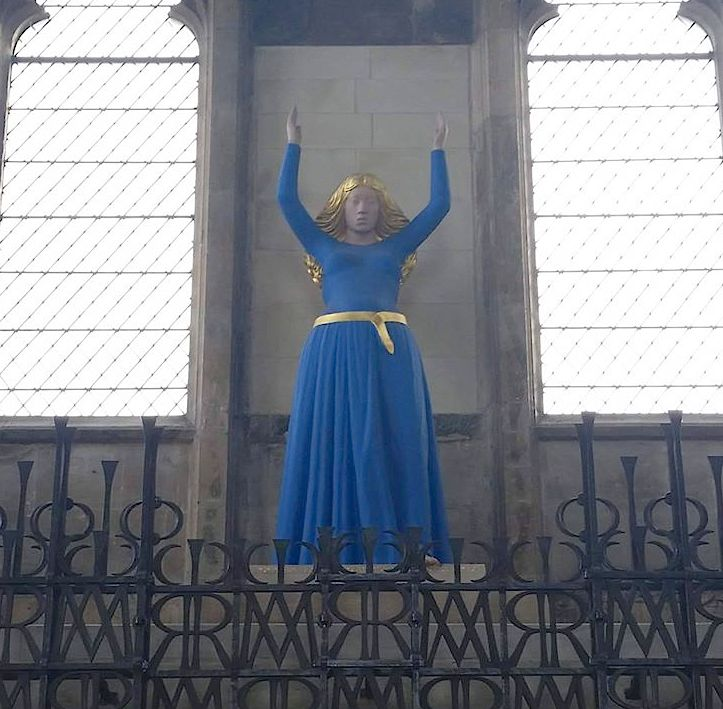
The Virgin Mary (2000) (Jungfru Maria) i Vårfrukapellet, av skulptören David Wynne (1926–2014)
Mittskeppets och lanterninens tak, sett från Oktagonen.
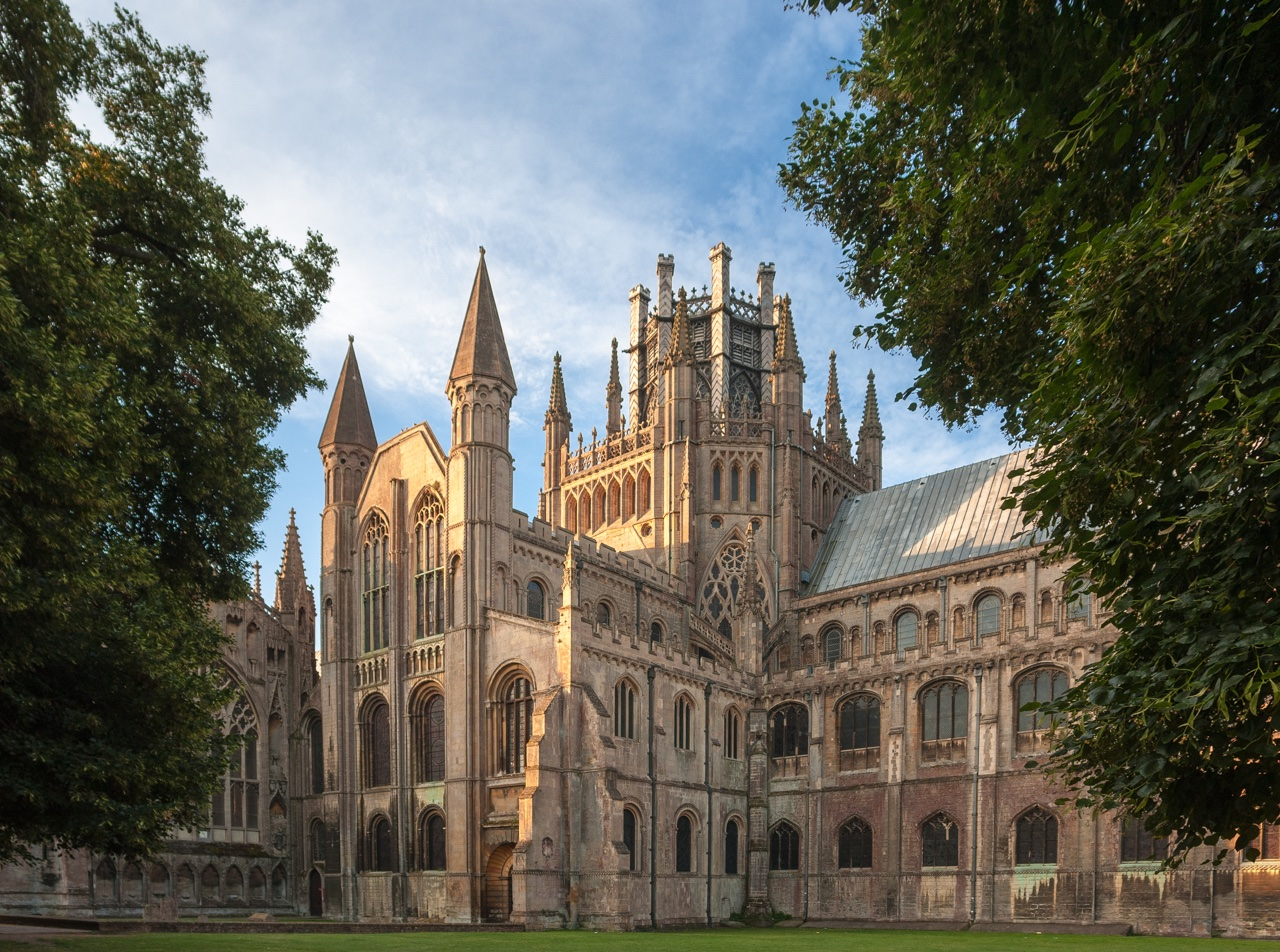
Exteriör av det oktagonala centraltornet.
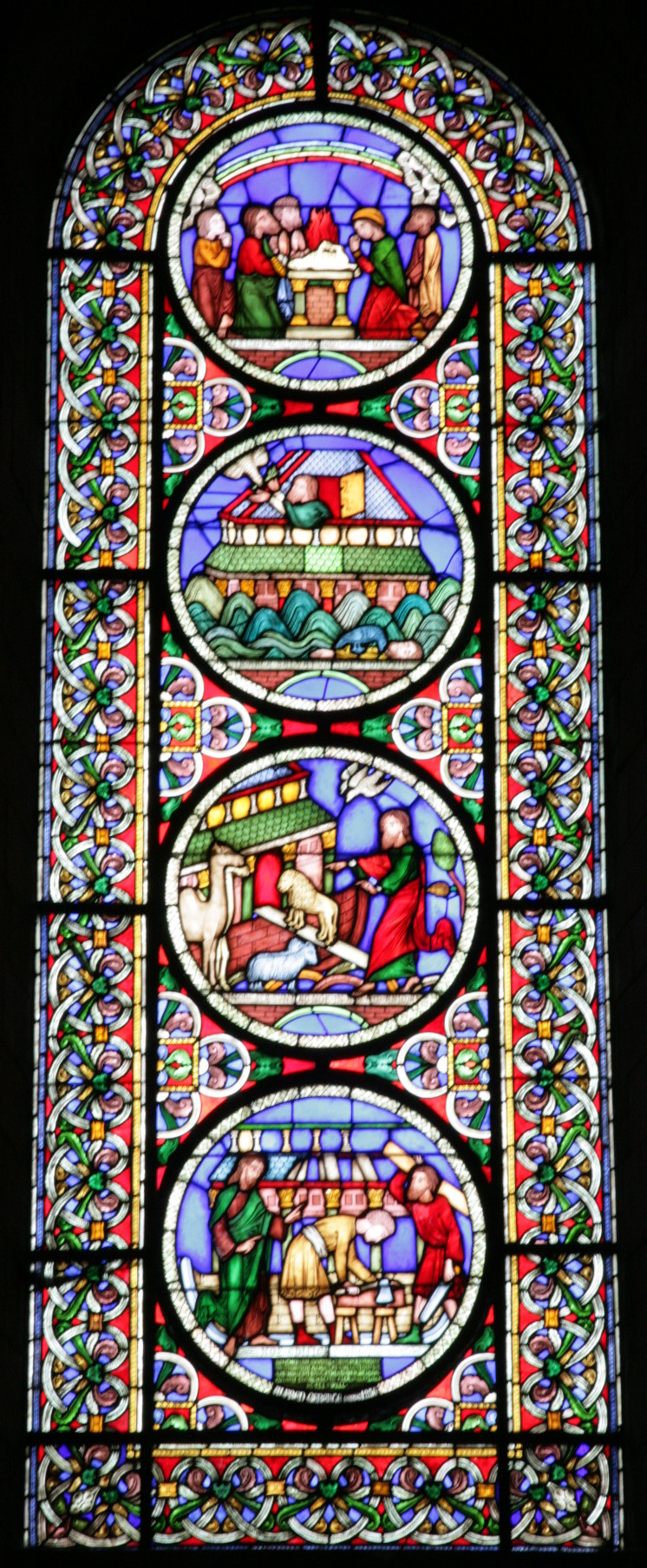
Noas fönster i södra sidoskeppet, av glaskonstnären Alfred Gérente.
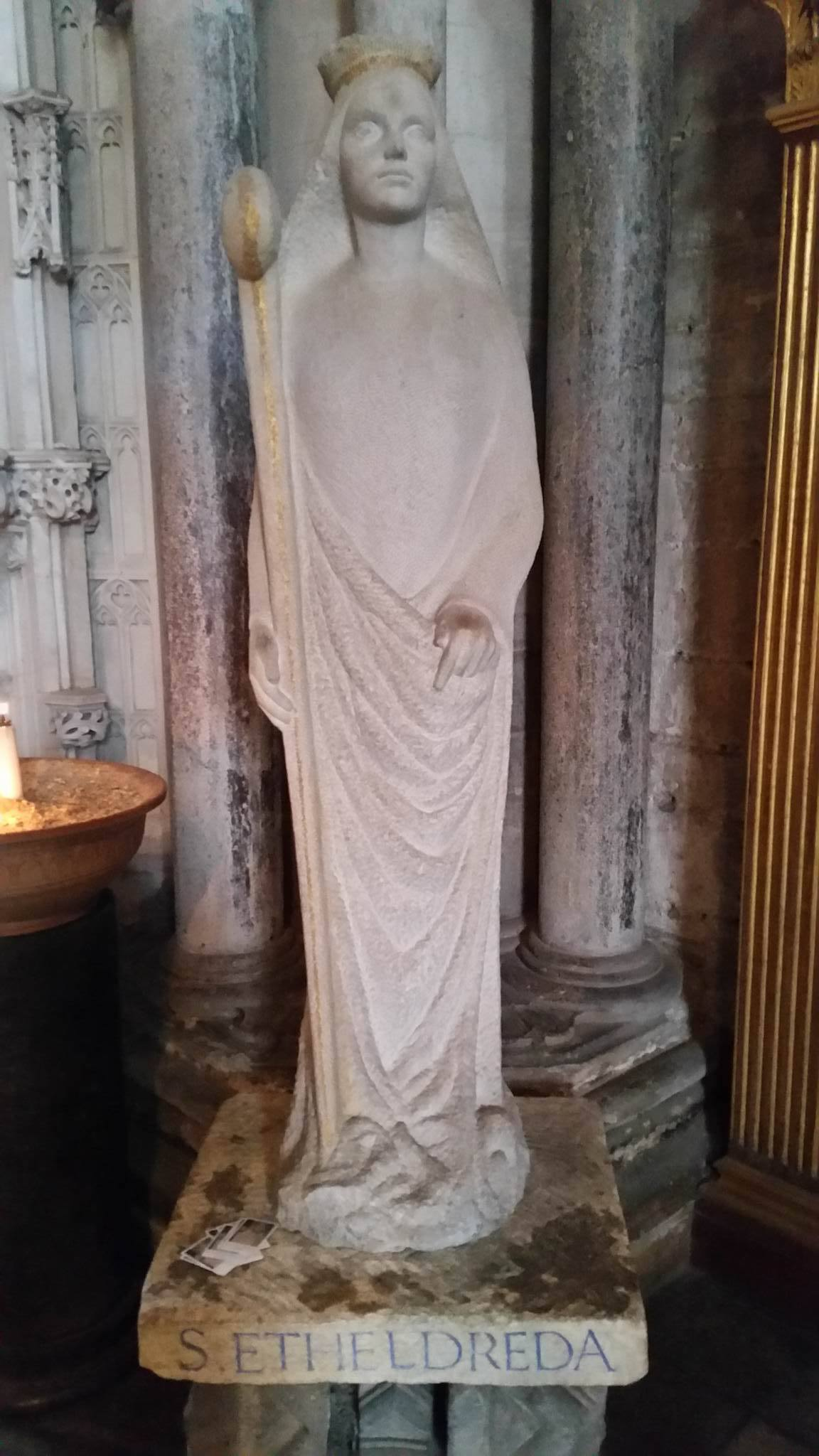
Sankt Etheldreda (1961) av Philip Turner.